# هيرفيه إل. لورو
هيرفيه إل. لورو (بالفرنسية: Hervé L. Leroux)‏ هو مصمم أزياء ومصفف الشعر فرنسي، ولد في 30 مايو 1957 في بابوم في فرنسا، وتوفي في 5 أكتوبر 2017 بسبب أم الدم.